# Svenska Roddförbundet
Svenska Roddförbundet bildades 27 november 1904 och invaldes i Riksidrottsförbundet samma år. Svenska Roddförbundet är därmed ett av de äldsta idrottsförbunden i Sverige. Inför 40-årsjubileet 1944 bildades Roddfrämjandet av bland andra Hans-Åke Svahn, i syfte att propagera för roddsporten.
År 1956 var Barbro Rosswall-Lysen den första kvinna att bli invald i förbundets styrelse, och 1957 hölls första SM i rodd för damer.
Förbundet består av 61 roddklubbar, vilka är organiserade i fyra olika regionala förbund, så kallade rodd-distrikt. Norra distriktet innefattar 15 roddklubbar, östra distriktet 12 roddklubbar, västra distriktet 18 roddklubbar och södra distriktet 16 roddklubbar. Medlemsantalet är omkring 5000 och antal licensierade roddare uppgår till ca 1500 st.

## Lättviktsprojektet
Lättviktsprojektet syftade till att vårda och utveckla roddare som hade möjlighet att ta medalj på OS 2012. Lättviktsprojektet bestod i av fem roddare.
Projektet hade sin bas i Strömstad, och ett nära samarbete med Strömstads roddgymnasium och tränarna där. Målet var att projektet skulle kunna kvala in en dubbelsculler i lättvikt till OS 2012, och att den besättningen skulle kunna prestera där. Ingen svensk lättviktsroddare kvalade dock in för deltagande i OS 2012.

## Olika grenar inom rodd
Definition av rodd:
Rodd är framdrivning av en båt, med eller utan styrman, genom användande av muskelkraft av en eller flera roddare sittande med ryggen mot färdriktningen användande åror som en hävstång av andra ordningen (enligt hävstångsprincipen). Rodd på en maskin eller i bassäng där rörelsen efterliknar den som används i en båt, är också att betrakta som rodd.
Det finns olika grenar inom roddsporten, vilka är:
- Olympisk rodd
- Kustrodd
- 10-huggare
- Färing
- Kyrkbåtsrodd
- Inomhusrodd (Roddmaskin)
- Pararodd

Masters rodd är en aktivitet man kan delta i från det år man fyller 27 år och i princip så länge man lever och har hälsan. Sträckan man ror på vid internationella mästerskap är 1000 m. Man får kombinera besättningar med personer av olika ålder.
Svenska Roddförbundet, SR, har till uppgift att främja och administrera roddsporten i Sverige på sådant sätt att den står i överensstämmelse med idrottsrörelsens verksamhetsidé.
Svenska Roddförbundet skall aktivt verka för
- Att roddsporten i alla dess former utformas och organiseras så den i någon form blir tillgänglig för alla.
- Att roddsporten i alla dess former organiseras enligt demokratiska principer och att individuellt inflytande och ansvarstagande skall eftersträvas i gemensamma angelägenheter.
- Att roddsporten i alla dess former som internationellt kontaktmedel skall respektera alla människors lika värde.[3]

Svenska Roddförbundet med specialidrottsdistriktsförbund (SDF) och föreningar skall aktivt verka för en dopingfri idrott. SR har ett antidopingprogram med målet att kvalitetssäkra och certifiera verksamheten i syfte att vara fri från doping.
Förbundets verksamhet skall stå i överensstämmelse med idrottsrörelsens verksamhetsidé enligt 1 kap Sveriges Riksidrottsförbunds (RF) stadgar.
SR består av de ideella föreningar som har upptagits i förbundet som medlemmar.
SR är medlem i Sveriges Riksidrottsförbund (RF) och Sveriges Olympiska Kommitté samt anslutet till Nordiska Roddförbundet (NOR) och Internationella Roddförbundet (FISA).